# Bagnizeau
Bagnizeau és un municipi de la regió de la Nova Aquitània, departament del Charente Marítim, a França.